# Gleb Orlov
Gleb Il'ič Orlov (Глеб Ильич Орлов; Jalta, 15 maggio 1969) è un regista russo.

## Filmografia parziale

### Regista
- Naša Russia. Jajca sud'by (2010)
- Poddubnyj (2014)